# Р-330

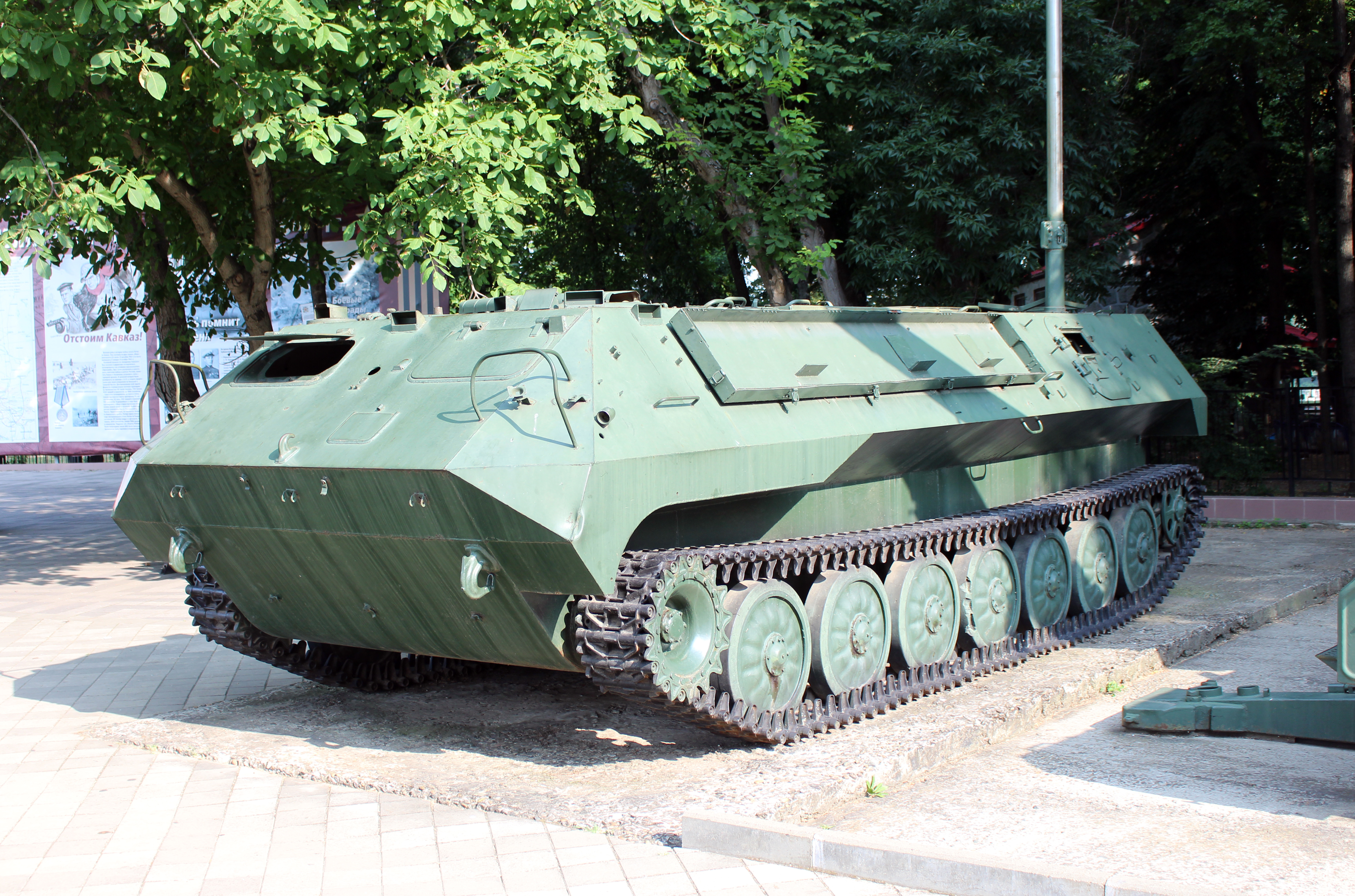
Р-330П в музее «Оружие Победы», Краснодар

Р-330 — семейство советских, украинских и российских автоматизированных комплексов радиоэлектронного подавления (РЭП).

## СССР

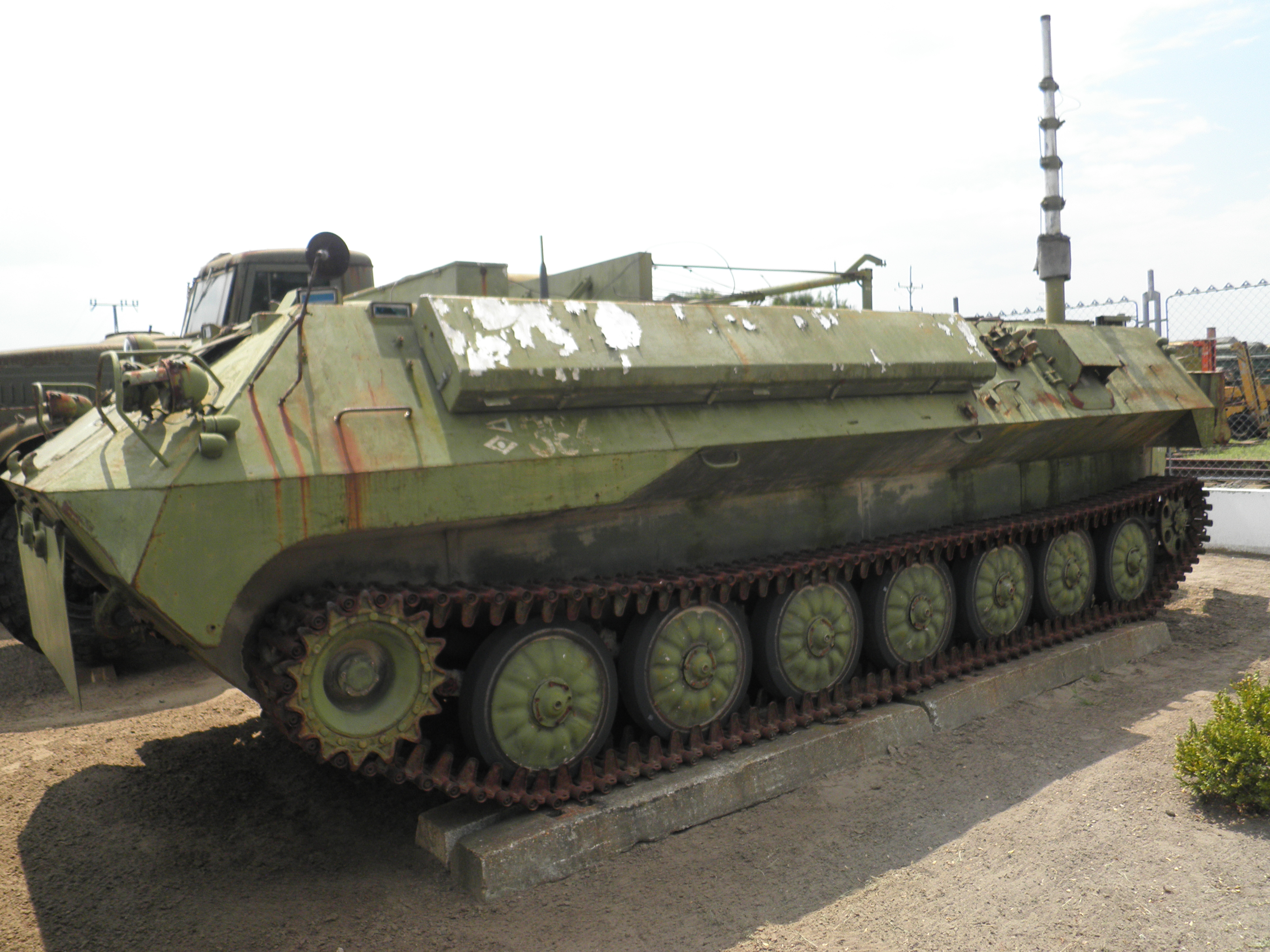
Р-330П в венгерском музее

### Р-330 «Мандат»
Р-330 «Мандат» — советский комплекс РЭП. Состоял из пункта управления Р-330К и автоматизированных станций РЭБ. К станциям РЭБ относились Р-330Б «Мандат-Б», Р-330У «Укол», Р-330П «Пирамида», а также станции Р-325У, Р-378А(Б). В разработке комплекса принимали участие Тамбовский научно-исследовательский институт радиотехники «ЭФИР» (АО ТНИИР «ЭФИР») (ныне входящий в концерн «Созвездие»), и Научно-исследовательский институт комплексной автоматизации (НИИКА, Донецк).
Предназначен для радиоразведки и радиоподавления линий радиосвязи противника в тактическом и оперативно-тактическом звеньях управления в диапазоне от 1,5 до 100 МГц. Управление станциями помех может осуществляться в автоматизированном и ручном режимах. Кроме того станции РЭБ могут работать автономно, без пункта управления.
Р-330 «Мандат» и отдельные станции состоят на вооружении подразделений и частей РЭБ Сухопутных войск ВС России, Украины и Белоруссии.
Электропитание ПУ может осуществляться как от перевозимой электростанции, так и от внешней сети напряжением 380 В частотой 50 Гц. Кроме того, предусмотрено аварийное электропитание — две последовательно соединенные аккумуляторные батареи 6СТ-60 в машине управления, а также резервное — две последовательно соединенные АКБ 6СТ-190 в каждой машине для системы жизнеобеспечения кузова.
Аппаратура комплекса размещена в кузовах-фургонах и может работать в интервале температур окружающего воздуха от −10 градусов до + 50 градусов.
Быстродействие вычислительного комплекса — 750000 операций в секунду. Ёмкость памяти вычислительного комплекса: резидентной (внутренней) — 28 килобайт; внешней — 208 килобайт.

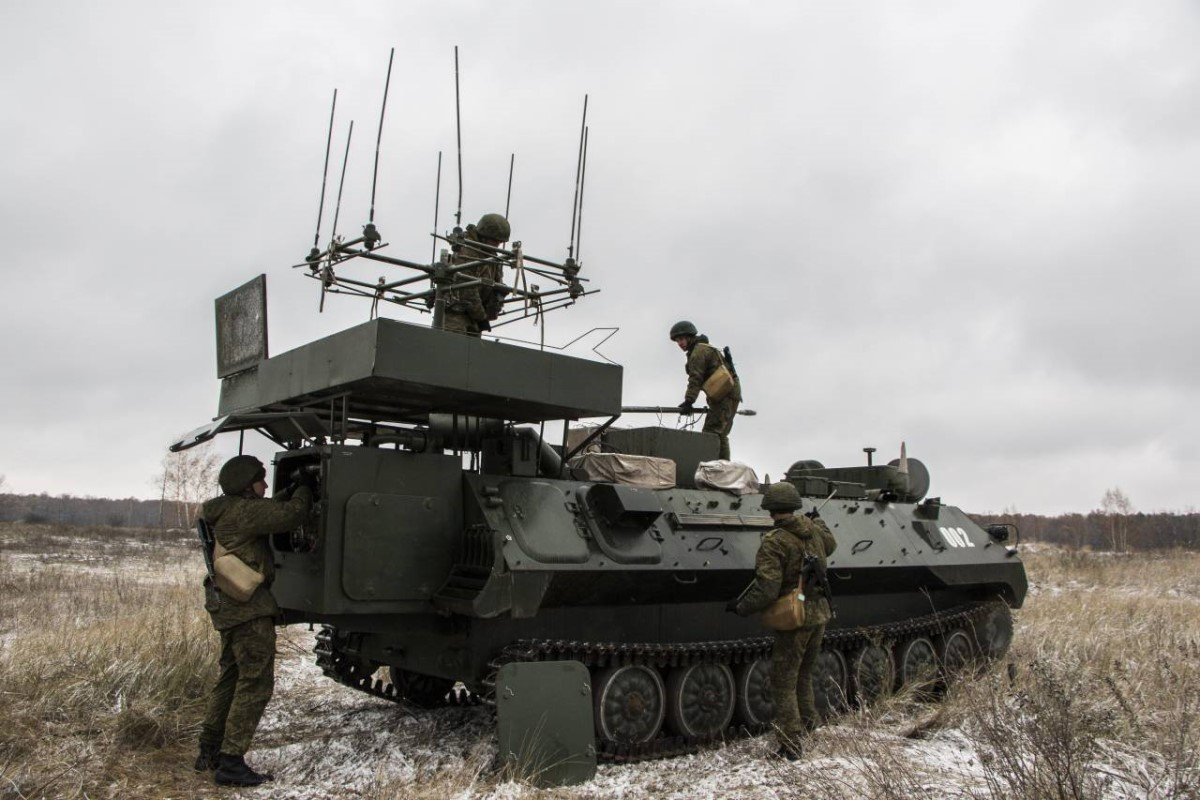
Р-330Б «Мандат-Б».

- Дальность дистанционного управления станциями помех при работе радиорелейных станций Р-415В:
  - на штыревую антенну: до 12 км;
  - при работе на направленную антенну: до 30 км.
- Габариты:
  - машины управления и аппаратной машины связи — 8000х2700х3600 мм;
- Вес:
  - машины управления — 10700 кг;
  - аппаратной машины связи — 8750 кг;
  - электростанции — 1750 кг.
- Экипаж ПУ — 7 человек.
- Время развертывания: 40 — 60 мин.
- Время свертывания: 35 — 55 мин.

### Р-330Б «Мандат-Б»
Станция смонтирована на шасси МТ-ЛБу. Разработчик ТНИИР «Эфир». Диапазон рабочих частот 30..100 МГц. Мощность передатчика — 1 кВт.

### Р-330У «Укол»
Принята на вооружение в 1985 году.

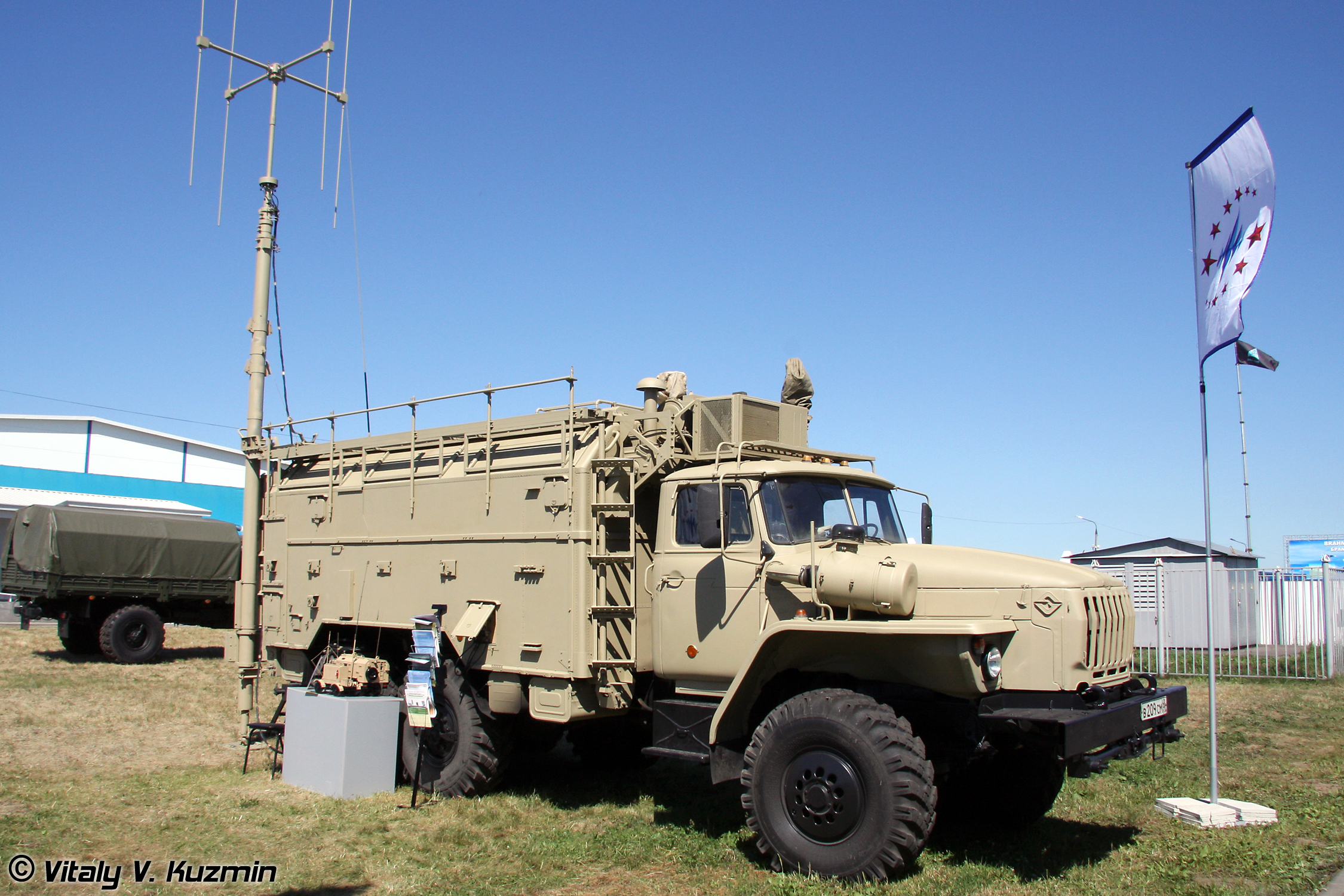
Р-330Т на международном форуме «Технологии в машиностроении». 2010 год.

В состав ПУ комплекса «Укол» входят:
- машина управления на шасси автомобиля (Урал-375);
- прицепная электростанция ЭСБ-12 мощностью 12 кВт, на базе двигателя ГАЗ-24

Предназначена для радиоразведки в диапазоне 30 — 100 МГц, и подавления 30 — 60 МГц.
Мощность передатчика 1 кВт. Антенны комплекса устанавливаются на телескопическую мачту высотой 12 м (вес устройства 90 кг). Комплекс антенн состоит из антенны пеленгации радиосредств (решётка Эдкокка-Комолова) и логопериодической гибкой антенны, предназначенной для излучения. Имеет в составе радиорелейную станцию связи (высота мачты достигает 18 метров), станцию связи Р-107М.

## Россия

### «Борисоглебск»
В 1999 — 2001 годах производилась модернизация станции Р-330Б силами разработчика (ТНИИР «Эфир», ОКР «Борисоглебск»).. По результатам ОКР было модернизировано некоторое количество станций.

### «Борисоглебск-2»

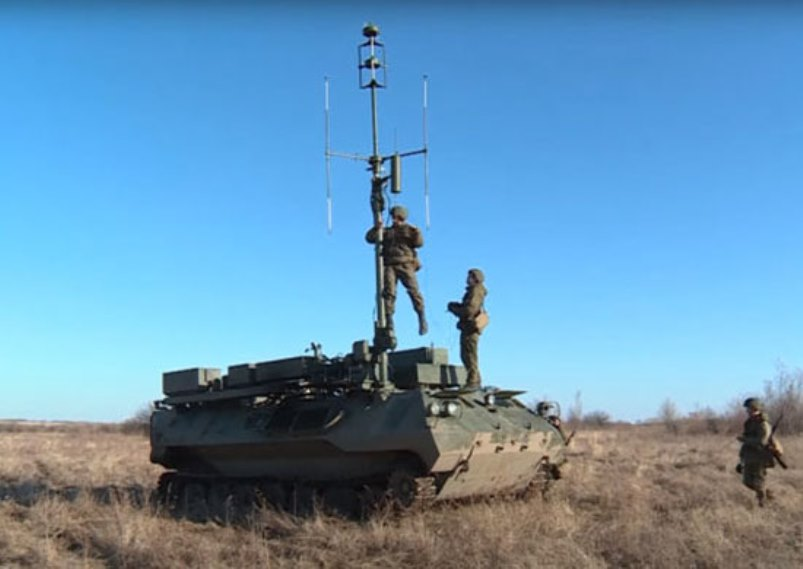
Комплекс радиоэлектронной борьбы «Борисоглебск-2»

В 2004 году было начато ОКР «Борисоглебск-2». Головным исполнителем ОКР «Борисоглебск-2» и производителем комплекса является ОАО Концерн «Созвездие». В результате комплекс был полностью переработан и принят к серийному производству. В 2013 году на вооружение приняли первые 8 комплексов РБ-301Б «Борисоглебск-2». Включает в себя пункт управления Р-330КМВ со станциями помех Р-378БМВ, Р-330БМВ, Р-934БМВ и Р-325УМВ. Концерн также предлагает экспортную кабину управления Р-330К и станцию Р-330Т. Предназначен в том числе для глушения сигналов GPS.

### Р-330М1П «Диабазол»

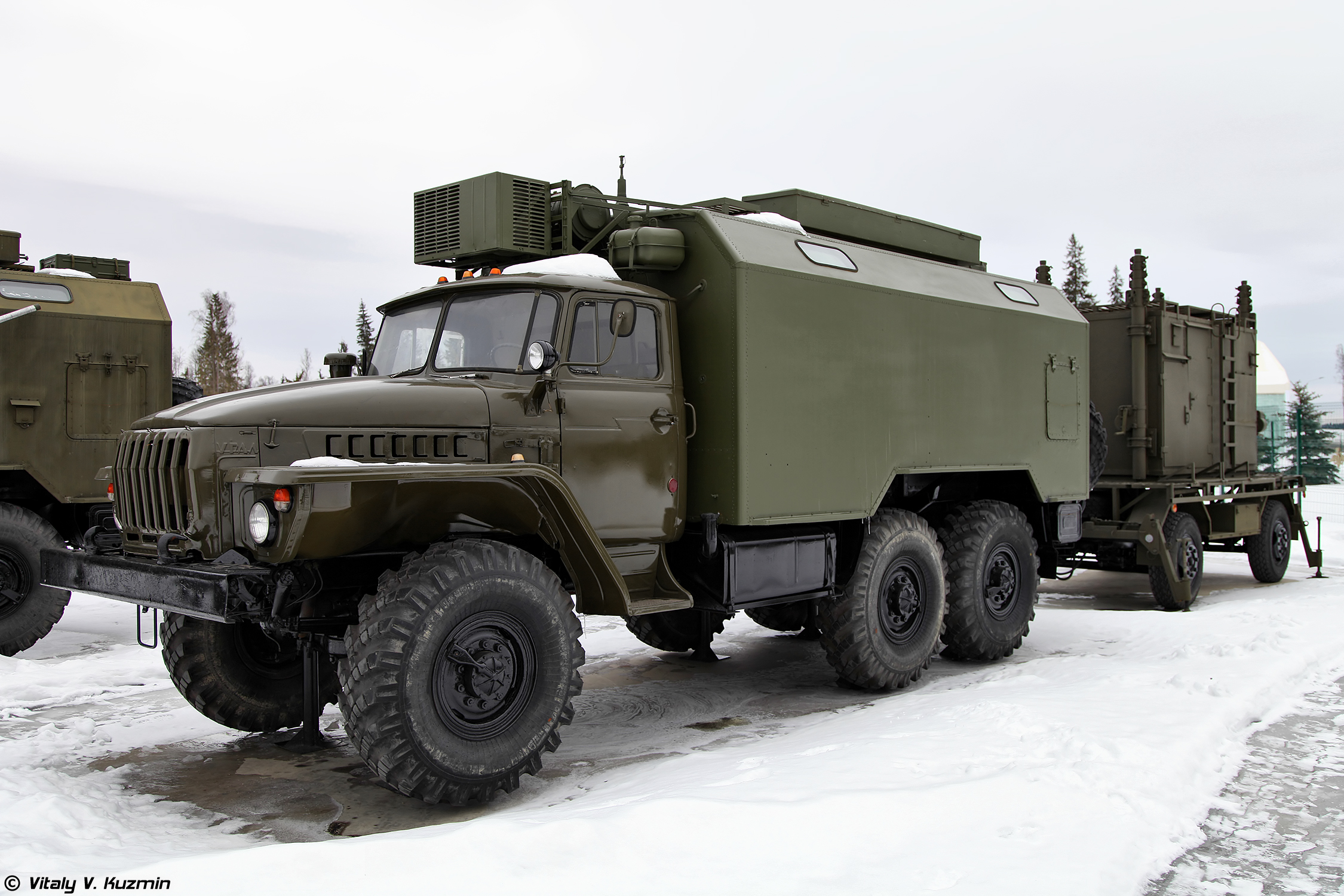
Р-330Ж «Житель».

НВП «ПРОТЕК» создало и поставило в производство свой комплекс Р-330М1П «Диабазол». В него входит пункт управления Р-330КМА и станции РЭБ, в частности автоматизированная станция помех Р-330Ж «Житель». Комплекс работает в диапазоне 100…2000 МГц, чем принципиально отличается от комплекса Р-330 «Мандат» и его модернизаций, которые работают в диапазоне до 100 МГц.

## Украина

### «Мандат-М»
Модернизация осуществлена Государственной акционерной холдинговой компанией «Топаз». Комплексом «Мандат-М», состоящим из 10 машин и имеющим в качестве топопривязки систему GPS Navstar Glonass, заинтересовались несколько государств. Модернизированный комплекс может обеспечивать уверенное подавление до двух, самых современных радиолиний связи (в КВ- и в УКВ-диапазонах).

### «Мандат-Б1Е»
Согласно техническому заданию компании «Топаз» был разработан полноприводный бронированный автомобиль «Вепрь-С» для использования в комплексе радиоэлектронной защиты «Мандат-Б1Е».
В июне 2013 года были завершены испытания комплекса «Мандат-Б1Е». Принятие комплекса на вооружение украинской армии запланировано на 2013 год.

### Р-330УМ
После оккупации Донецка в 2014 года производство Р-330 было передано с ГАХК «Топаз» в НПК «Искра». В 2017 году НПК передал Вооружённым силам Украины 2 первых комплекса.

## Беларусь

### «Мандат-М»
Комплекс «Мандат-М» создан научно-производственным республиканским предприятием «КБ Радар». Модернизация станций помех состоит в полной замене всей радиоэлектронной аппаратуры (за исключением усилителя мощности), добавление новых средств связи, улучшение условий жизнеобеспечения. В результат модернизации повысились тактико-технические характеристики комплекса и обеспечивается:
- панорамное обнаружение и пеленгование на основе цифровой обработки сигналов;
- сбор, обработку и хранение информации в базах данных компьютеров;
- отображение радиоэлектронной обстановки на цифровой карте местности;
- автоматическое ранжирование и целераспределение;
- обнаружение и радиоподавление линий связи с быстрым скачкообразным изменением частоты.

Пункт управления Р-330К был модернизирован с помощью полной замены всей радиоэлектронной аппаратуры за исключением средств связи и установки нового программного обеспечения.

## Боевое применение
МТ-ЛБ «Борисоглебск-2» и Р-330Ж «Житель» использовались российской стороной в ходе вторжения России на Украину, не менее 4-х единиц было уничтожено, одна единица «Борисоглебск-2» была захвачена в неповреждённом состоянии. Несмотря на широкое применение комплекса, охват его работы и радиоподавление непостоянно, так как Р-330Ж требует значительного запаса топлива для бесперебойной работы.

## На вооружении
- Армения[25]
- Беларусь
- Греция — в мае 2008 года поставлена одна бронированная машина ВЕПР-С «Специальный», оснащённая системами радиоэлектронного подавления «Мандат-Б1Е»[26]
- Грузия — в мае 2008 года поставлена одна бронированная машина ВЕПР-С «Специальный», оснащённая системами радиоэлектронного подавления «Мандат-Б1Е»[26]
- Китай — в 2002 году Украина продала два комплекса «Мандат-Б1Е», к 2011 году в Китае было освоено нелицензионное производство комплекса[27]
- Россия — до конца 2014 года запланирована поставка 6 комплексов[28]
- Украина — 9 апреля 2014 года на вооружение принят комплекс Р-330УМ[29]